# Aleksandr Tanejev
Aleksandr Sergejevitsj Tanejev (Russisch: Александр Сергеевич Танеев) (Sint-Petersburg, 17 januari 1850 – aldaar, 7 februari 1918) was een Russisch componist, staatssecretaris en keizerlijk ambtenaar. Hij was de zoon van de directeur van de keizerlijke kanselarij en amateurcomponist Sergej Alexandrovitsj Tanejev (1821—1889). Een andere Tanejev, Sergej Ivanovitsj Tanejev (1856-1915) ook componist is een neef (oomzegger) van Aleksandr.

## Levensloop

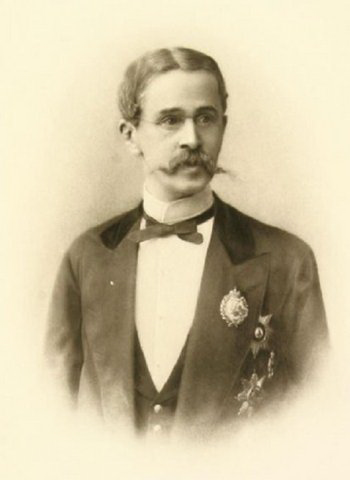
Sergej Alexandrovitsj Tanejev,
vader van de componist

Tanejev is afkomstig uit een muzikale familie, zijn vader was een gepassioneerde amateurcomponist, zijn moeder speelde uitstekend piano. Voor wat betreft beroepskeuze trad hij in de voetsporen van zijn vader. Hij ambieerde de loopbaan van een ambtenaar en werd later ook opvolger van zijn vader als directeur (maarschalk) van de keizerlijke kanselarij, werd in die positie van een staatssecretaris en lid was van de Staatsraad. Hij was de voorzitter van de commissie voor het openbaar bestuur en de ambtenaren en tweede voorzitter van het fonds voor vastgoed, industrie en huizen voor de armelui. Verder was hij directeur van het bestuur van de Russische Musea. Hij was erelid van de keizerlijke Academie der Wetenschappen.
Daarnaast hield hij zich intensief bezig met muziek, omdat hij muziektheorie en compositie in Dresden bij Friedrich Reichel (1833-1889) en in Sint-Petersburg studeerde, waar Nikolaj Rimski-Korsakov en Alexander Petrov tot zijn docenten behoorden. Zijn hele leven onderhield hij contacten met bekende componisten en muzikanten uit zijn tijd, vooral met de leden van Het Machtige Hoopje. Hij verzamelde ook volksliederen. Dat bracht hem in 1900 de benoeming tot voorzitter van de volksmuziekafdeling van de keizerlijke Russische geografische gezelschap. Alhoewel hij tegenwoordig bijna vergeten is, werden in zijn tijd de composities regelmatig uitgevoerd.

## Stijl
Tanejev was een typisch vertegenwoordiger van de Nationaal-Russische beweging. Hij hield zich intensief bezig met de Russische folklore en die beïnvloedde sterk zijn composities. De werken worden gekenmerkt door duidelijke vormgeving, goede instrumentatie en weldoordacht thematisch werk. Parallellen met andere grote Russische componisten (Aleksander Borodin, Pjotr Iljitsj Tsjaikovski) zijn onmiskenbaar, maar hij miste een eigen inbreng.

## Familie
Tanejev huwde Nadeshda Illarionovna Tolstoj (1860-1937), de dochter van generaal Hilarion Tolstoj. Samen hadden zij drie kinderen Anna Vyrubova (1884-1964); Sergej Alexandrovitsj (1886-1975) en Alexandra Alexandrovna (1888-1968). Hun jongste dochter Alexandra Alexandrovna was gehuwd met Alexander Erikovitsj von Pistohlkors, een stiefkind van grootvorst Paul Aleksandrovitsj van Rusland.

## Composities

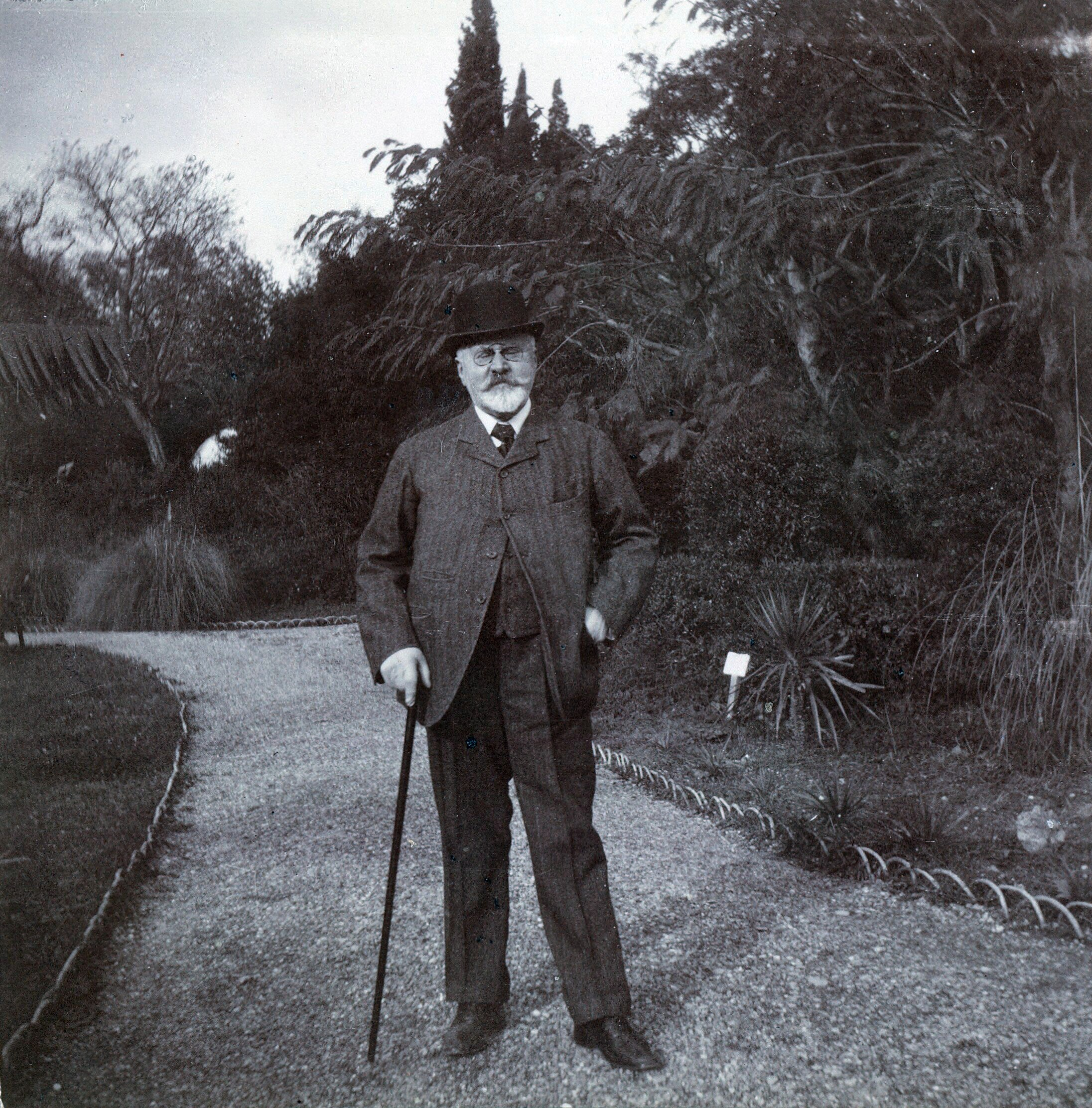
Alexandr Sergejevitsj Tanejev

### Werken voor orkest

#### Symfonieën
- 1890 Symfonie nr. 1
- 1902-1903 Symfonie nr. 2 in bes mineur, op. 21
- 1908 Symfonie nr. 3 E majeur, op. 36
  1. Andantino con moto - Allegro risoluto
  2. Scherzo
  3. Andante
  4. Allegro

#### Andere werken voor orkest
- voor 1900 Suite nr. 1 A majeur, op. 9
- voor 1900 Aljoscha Popovitsj, symfonische ballade, op. 11
- omstreeks 1900 Feestmars (Торжественный марш), op. 12
- omstreeks 1900 Suite nr. 2 F majeur, op. 14
  1. Thema met variaties
  2. Menuetto. Tranquillo
  3. Andantino
  4. Finale. Allegro con spirito
- om 1905 Hamlet, ouverture op. 31[1]
- Rêverie, voor viool en orkest, op. 23
- Valse mélancolique, voor kamerorkest (uit het 2e strijkkwartet)
- Twee mazurken, voor orkest

### Muziektheater

#### Opera's
| Voltooid in | titel                                   | aktes       | première                                                                            | libretto                                           |
| ----------- | --------------------------------------- | ----------- | ----------------------------------------------------------------------------------- | -------------------------------------------------- |
| 1899        | Mest' Amura (Amors wraakneming), op. 13 | 1 akte      | 19 mei 1899, Sint-Petersburg, Gezelschap der muzikale verzamelingen Sint-Petersburg | Tatjana Lvovna Ščepkina-Kupernik                   |
| 1915        | "Metel'" (De Sneeuwstorm)               | 2 bedrijven | 11 februari 1916, Petrograd (Sint-Petersburg), Mariinskitheater                     | Svetlov = Valerian Ivčenko, naar Dimitrij Certelev |

### Vocale muziek

#### Werken voor koor
- Adele, voor vrouwenkoor (SSAA)
- Great Mountain, voor vrouwenkoor (SSAA)
- Tote Schiffe, voor mannenkoor

#### Liederen
- Twee duetten, voor zangstem en piano, op. 17
- Drie romances, voor zangstem en piano, op. 18

rond 30 liederen

### Kamermuziek
- Kleine wals G majeur, voor viool en piano
- Bagatelle en Serenade, voor cello en piano, op. 10
- Arabesque, voor klarinet en piano, op. 24
- Strijkkwartet nr.1 G majeur, op. 25[2]
- Strijkkwartet nr.2 C majeur, op. 28[2]
- Strijkkwartet nr.3 A majeur, op. 30[2]
- Albumblad (Листок из альбома) in G majeur, voor altviool en piano, op. 33

### Werken voor piano
- Valse-caprice As majeur
- Valse-caprice Des majeur
- Mazurka nr. 1, op. 15
- Mazurka nr. 3 "Souvenir de Bade", op. 20
- Blüte, op. 22